# Hrabstwo Miami (Kansas)

Piramida wieku hrabstwa

Hrabstwo Miami – hrabstwo położone w Stanach Zjednoczonych w stanie Kansas z siedzibą w mieście Paola. Założone 25 sierpnia 1855 roku.

## Miasta
- Paola
- Osawatomie
- Spring Hill
- Louisburg
- Fontana

## CDP
- Bucyrus
- Hillsdale

## Sąsiednie Hrabstwa
- Hrabstwo Johnson
- Hrabstwo Cass
- Hrabstwo Bates
- Hrabstwo Linn
- Hrabstwo Anderson
- Hrabstwo Franklin
- Hrabstwo Douglas